# Grzebienie
Grzebienie – wieś w Polsce położona w województwie podlaskim, w powiecie sokólskim, w gminie Dąbrowa Białostocka.
Według Pierwszego Powszechnego Spisu Ludności z 1921 roku wieś Grzebienie liczyła 77 domostw i zamieszkiwana była przez 394 osoby (203 kobiety i 191 mężczyzn). Miejscowość posiadała wówczas charakter wielowyznaniowy, bowiem 198 mieszkańców zadeklarowało wyznanie rzymskokatolickie, 192 wyznanie prawosławne, a pozostałe 4 osoby wyznanie mojżeszowe. Ponadto wieś była wielonarodowa, gdyż 197 mieszkańców zgłosiło polską przynależność narodową, 193 białoruską, a pozostałe 4 osoby narodowość żydowską. W owym czasie, podobnie jak dziś, miejscowość znajdowała się w gminie Dąbrowa Białostocka.
W latach 1975–1998 miejscowość administracyjnie należała do województwa białostockiego.
Wieś w 2011 roku zamieszkiwało 241 osób.
Prawosławni mieszkańcy wsi przynależą do parafii Zmartwychwstania Pańskiego w Jacznie, a wierni kościoła rzymskokatolickiego do parafii Ofiarowania Najświętszej Maryi Panny w Różanymstoku.
W Grzebieniach urodził się Mikołaj Samojlik (1934–2003) – polski pisarz.